# Chinaski (postava)
Henry (někdy přezdívaný Hank) Chinaski je hlavní autobiografická postava několika románů, novel a mnoha povídek a básní amerického spisovatele Charlese Bukowskiho psaných v ich-formě, například Poštovní úřad nebo povídek ve sbírce Všechny řitě světa i ta má.

## Charakteristika
Postava nese silné autobiografické rysy, je vlastně autorovým alter ego, včetně toho, že je neúspěšným spisovatelem, závislým na sázkách na koňské dostihy, hazardu a alkoholu, a trpí hemeroidy. Žije spíše na okraji lidské společnosti, bez intensivnějších sociálních kontaktů s ní, a celkem mu to vyhovuje, protože společnost a její hodnoty moc neuznává, spíše je nesnáší.
Jeho přátelé a přítelkyně se rekrutují z podobných skupin osob a většinou jsou charakterisováni jako šílenci, zloději, podivíni, alkoholici nebo kurvy.
Autor v povídce Všechny řitě světa i ta má popisuje Chinaskiho zdravotní stav slovy "Hemeroidy mě sužovaly patnáct nebo dvacet let, taky prasklé vředy, játra, nežity a úzkostné neurózy, různé druhy šílenství, ale žijete s tím a prostě jen doufáte, že se to na vás nesesype všechno najednou. Zdálo se, že opilství to skoro dokázalo."

## Život
Chinaski se vyskytuje v mnoha Bukowského dílech, z nichž lze dovodit, že vyrůstal v kalifornském Burbanku, vystudoval střední školu, vyhýbal se vojenské službě během druhé světové války, procestoval jako tulák nebo pomocný dělník Spojené státy a nakonec zakotvil v Los Angeles. Žije v jeho chudinských čtvrtích, kde tráví noci popíjením lacinějších druhů vína a whisky, zatímco v denních hodinách si vydělává spíše příležitostnými a pomocnými pracemi, někdy ukončenými výpovědí ze strany zaměstnavatele. Často se stěhuje, protože bývá vyhazován z bytu pro neplacení nájemného.
Často střídá partnerky, většinou je jimi opouštěn pro svůj neuspořádaný životní styl alkoholika.
V románu Poštovní úřad jsou líčeny peripetie jeho dlouhodobějšího, ale přerušovaného zaměstnání u pošty, kterou nakonec opouští, aby se stal profesionálním spisovatelem, i když zaměstnavatelům tvrdí, že odchází stát se lovcem kožešinové zvěře, v povídce Maja Thurup je novinářem na volné noze, a v povídce Tohle zabilo Dylana Thomase je dosti známým básníkem, na něhož doléhá tíha pozornosti médií.

## Životní styl
Chinaski je spíše samotářem, nadšeným posluchačem klasické hudby, například Mozarta, Beethovena a Bacha, při jejichž poslechu popíjí alkoholické nápoje, kouří cigarety a píše na psacím stroji básně nebo povídky o svém životě. Někdy za ním domů přijdou jeho přátelé.
Část života ovšem strávil v barech na Alvarado Street, „tak blízko šikmé ploše, že už blíž být nemůžete“ a jen zřídkakdy opouští Los Angeles, většinou jen aby přednášel o svém díle, nebo z něj předčítal, a i tam většinou hlavně popíjí alkoholické nápoje a dostává se do konfliktů s lidmi (povídka Doporučil byste psaní jako profesi? ve sbírce Erekce, ejakulace, exhibice a další příběhy obyčejného šílenství).
Jeho postoj k životu, jeho (zčásti nejspíš úmyslná a chtěná) vykořeněnost, odlišnost, občas přesahující do intolerance k okolí a nezapojení do konzumní společnosti jež ho obklopuje, někdy přecházející až v misantropii, umožňuje autorovi prostřednictvím popisu jeho opileckých názorů a cynických pocitů drsným jazykem lakonicky komentovat jeho dobu a stav většinové společnosti.
Chinaskiho myšlení a pocity ilustrují například tyto úryvky z Bukowského povídek "Kuráž" a "Doporučil byste psaní jako profesi?":
Jak vám může každý potvrdit, nejsem zrovna žádný fešák. To slovo neznám. Vždycky jsem obdivoval psance, hajzly, svině, a kurvy. Nemám rád hošíky s hladce vyholenou tváří, kravatou, a teplým místečkem. Mám rád šílené, zoufalé chlapy, chlapy se zkaženými zuby a vymlácenou palicí, chlapy kteří se nechovají tak jak se sluší. Zajímají mě. Jsou výbušní a neustále něčím překvapují. Mám také rád sprosté, zkažené ženské, opilé obhroublé štětky s padajícími punčochami a bezvýraznými utahanými obličeji s rozmazanou šminkou. Zajímají mě víc zvrhlíci než svatí. Dokážu se uvolnit mezi vandráky, protože sám jsem taky vandrák. Nemám rád zákony, morálku, náboženství, pravidla. Nechci, aby mě formovala společnost.
Zdálo se, že to trvá dlouho, než se letadlo vznese. U okénka vedle mě seděla nějaká stará babka. Vypadala klidně, téměř znuděně. Pravděpodobně létala čtyřikrát nebo pětkrát týdně a provozovala řetěz bordelů.
Nepodařilo se mi řádně dopnout bezpečnostní pás, ale když si někdo jiný nestěžoval, nechal jsem ho volně viset. Bylo by trapnější ptát se letušky, jak se zapíná pás, než se nechat vymrštit do vzduchu. Byli jsme ve vzduchu a já se nerozkřičel. Bylo to klidnější než jízda vlakem. Žádný pohyb. Nuda. Jako kdybychom jeli padesátkou; hory a mraky kolem nás nijak neubíhaly. Uličkou chodily dvě letušky a usmívaly se na celé kolo. Jedna z nich nevypadala špatně, ale na krku měla strašně naběhlé žíly. To bylo ošklivé. Druhá letuška neměla žádnou prdel. Pojedli jsme a pak se začalo roznášet pití. Za dolar. Všichni panáka nechtěli. Divní čuráci.
Pak jsem začal doufat, že letadlu upadne křídlo a já konečně uvidím jak vypadají tváře těch letušek. Věděl jsem, že ta s naběhlými žílami by strašně nahlas ječela. A ta co neměla prdel - inu, kdo ví?
Tu se žílami bych popadl a během pádu vstříc smrti bych ji znásilnil. Rychlovka. Sevření v objetí a vzájemné ejakulaci těsně před dopadem na zem.

Na parkoviště jsme museli jet autobusem. Nechali nás čekat. Na autobus čekal obrovský dav lidí. Belford se vydal směrem k němu.

-"Počkejte, počkejte!" řekl jsem. "Já tady mezi tolika zasranýma lidma nemůžu stát!"

-„Oni vás neznají, pane Chinaski.“ 

-„To vím moc dobře. Ale já znám je. Zůstaneme tady. Až autobus přijede, doběhneme tam. Zatím bychom si mohli dát panáka, co říkáte?“

## Díla, v nichž vystupuje

### Romány
- Poštovní úřad (1971)
- Faktótum (1975)
- Ženy (1978)
- Šunkový nářez (1982)
- Hollywood (1989)

### Povídky
Ve sbírkách 
- Všechny řitě světa i ta má - Maja Thurup, Politika, Klasa, Pamatujete na Pearl Harbor?, Dr. Nacista, Pittsburský Phil & Co., Tohle zabilo Dylana Thomase, Divnej pták a zlej jak čert i titulní Všechny řitě světa i ta má.
- Erekce, ejakulace, exhibice a další příběhy obyčejného šílenství v povídce Doporučil byste psaní jako profesi?.

### Filmy
- Štamgast (1987)
- Faktótum (2005)

### Básně
- jedna na hrudník
- můj táta
- strach
- zlaté kapesní hodinky

## Zajímavosti
- V románu Hollywood popisuje Bukowski právní problémy, které Chinaskimu vyvstanou v prostředí hollywoodských produkčních společností, když při natáčení filmu „Tanec Jima Beama“ podle Chinaskiho námětu nesmí jako jméno hlavní postavy použít Chinaski, protože před mnoha lety práva na filmové využití tohoto jména již prodal jinému producentovi, jehož souhlas s tím musí získat. Tato dílčí zápletka byla založena na podobných problémech Bukowského při natáčení filmu Štamgast.
- Jméno Chinaski si (podle této postavy) vybrala i česká hudební skupina Chinaski.